# Sklené (ort i Tjeckien, Pardubice)
Sklené är en ort i Tjeckien.   Den ligger i regionen Pardubice, i den östra delen av landet, 160 km öster om huvudstaden Prag. Sklené ligger 516 meter över havet och antalet invånare är 220.
Terrängen runt Sklené är kuperad åt sydost, men åt nordväst är den platt. Runt Sklené är det ganska tätbefolkat, med 54 invånare per kvadratkilometer. Närmaste större samhälle är Svitavy, 7,1 km nordväst om Sklené. I omgivningarna runt Sklené växer i huvudsak blandskog.